# Ольсен, Ниви
Ниви Ольсен (дат. Nivi Olsen; род. 29 августа 1985) — гренландский политический и государственный деятель. Заместитель председателя партии «Демокраатит» по организационным вопросам. Министр образования, культуры, спорта и церкви Гренландии с 28 марта 2025 года. В прошлом — министр образования, церкви, науки и культуры Гренландии (2014—2016).

## Биография
Родилась 29 августа 1985 года. Её отец — политик, член партии «Сиумут» из Илулиссата Бернхардт Ольсен (Bernhardt Olsen).

## Политическая карьера
С 2017 года — член совета коммуны Сермерсоок и первый заместитель бургомистра (мэра).
По результатам парламентских выборов 28 ноября 2014 года избрана депутатом парламента Гренландии. 10 декабря назначена министром образования, церкви, науки и культуры Гренландии в коалиционном правительстве под руководством премьер-министра Кима Кильсена. Осенью 2016 года коалиция распалась и 27 октября правительство ушло в отставку.
С 2016 года — член парламента Гренландии.
Член парламентской Ревизионной комиссии.
Является заместителем председателя партии «Демокраатит» по организационным вопросам.
Председатель партии «Демокраатит» Нильс Томсен в марте 2019 года ушёл из парламента в отпуск по болезни из-за стресса и в ноябре полностью из политики. В его отсутствие заместитель председателя партии Ранди Вестергор Эвальдсен и Ниви Ольсен совместно осуществляли повседневное управление. В июле Ранди Вестергор Эвальдсен ушла из политики. С тех пор Ниви Ольсен исполняла обязанности председателя до избрания новым председателем Йенса-Фредерика Нильсена на партийном собрании 8 июня 2020 года.
Партия «Демокраатит» стала крупнейшей в парламенте Гренландии по результатам выборов 11 марта 2025 года. 28 марта Ниви Ольсен назначена министром образования, культуры, спорта и церкви Гренландии в коалиционном правительстве под руководством премьер-министра Йенса-Фредерика Нильсена.

## Личная жизнь
Имеет двоих детей.